# Municipio de Motul

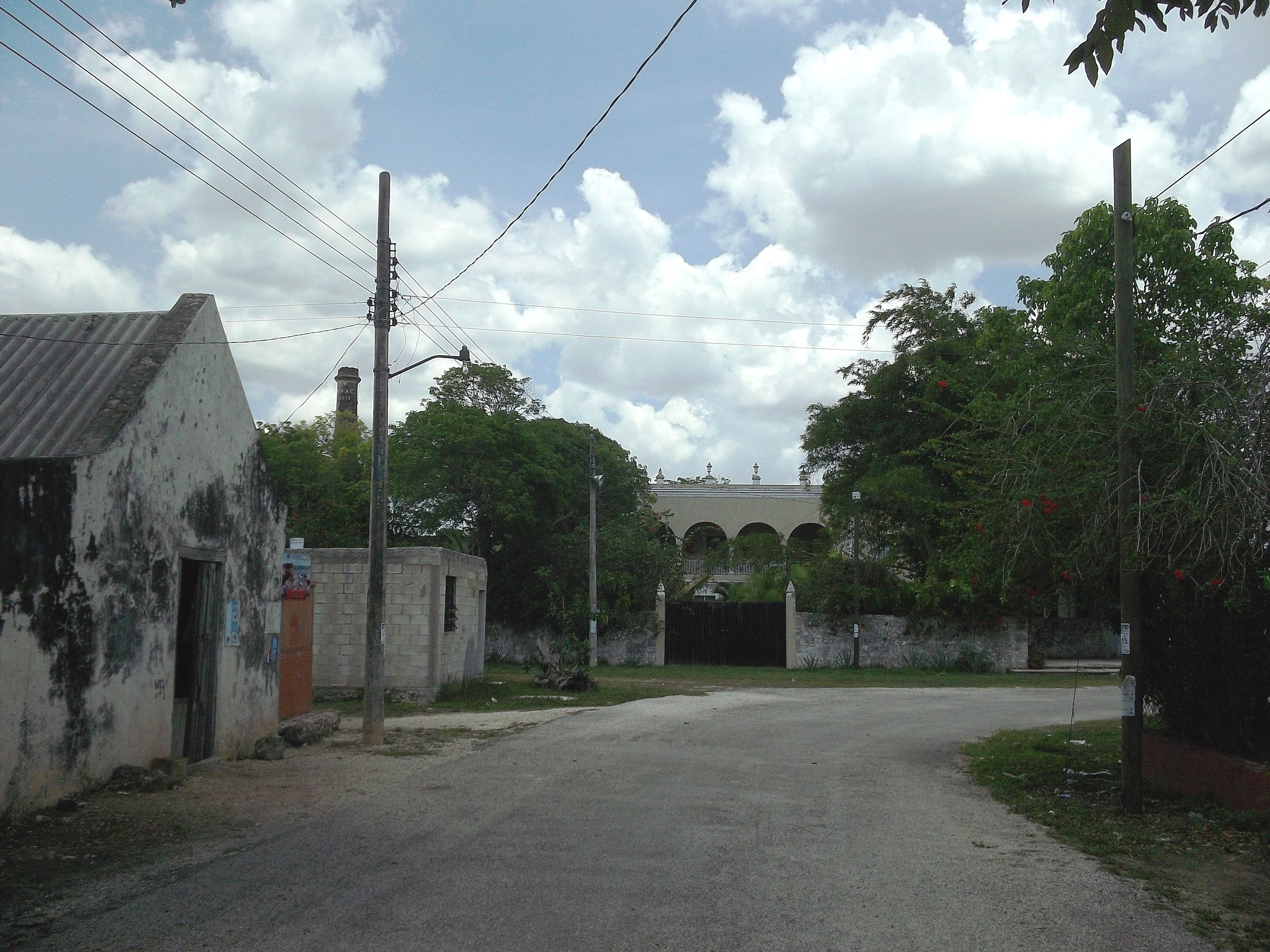
Hacienda Dzununcán, Yucatán.

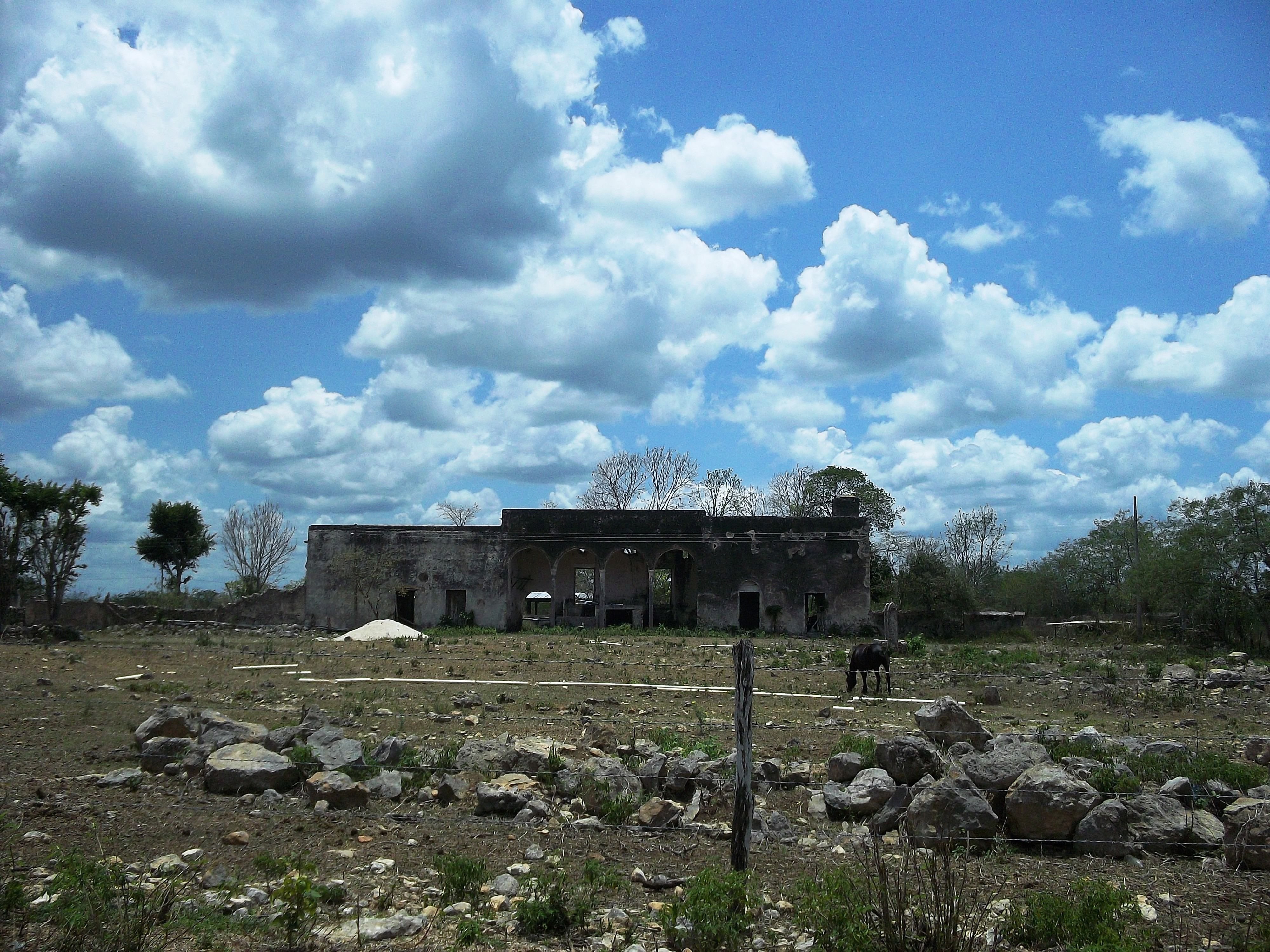
Hacienda Kambul, Yucatán.

Motul es un municipio del estado de Yucatán, México, ubicado en la región centro norte, unos 42 km al oriente de Mérida, la capital del estado. Motul, nombre del municipio y de su cabecera, (llamado así por el sacerdote maya de nombre Zac Mutul, su fundador), no tiene datos exactos de su fundación, aunque data del siglo XI. Después de la conquista de Yucatán se asentó en Motul una encomienda, la de Don Francisco de Bracamonte, en 1581. El desarrollo de la región municipal comienza propiamente en 1821, cuando Yucatán se independiza de España y se da inicio a partir de 1850, a la gran industria henequenera.

## Toponimia
Etimológicamente (del maya: Motul: toponímico -Mutul- el pájaro Mut (tordo o faisán); aunque también Mutul, puede significar nudo). Como ya se señaló, el nombre derivó del fundador del centro ceremonial precolombino, sobre el que se asentó la población a partir de la conquista.

## Economía
El municipio de Motul fue hasta finales del siglo XX una de las más importantes regiones productoras del agave fourcroydes dentro de la zona henequenera de Yucatán. En la actualidad se dispone en el municipio de una actividad económica más diversificada, contándose entre los sectores productivos que se desarrollan, la ganadería (bovinos), la citricultura, la horticultura y la industria manufacturera (maquiladoras), particularmente la confección de ropa. El turismo también se ha desarrollado considerablemente.

## Principales poblaciones
Las principales poblaciones del municipio de Motul son:
| Localidad                | Población |
| Total Municipio          | 33 978    |
| Motul de Carrillo Puerto | 31 547    |
| Kiní                     | 1 581     |
| Ucí                      | 1 224     |
| Kaxatah                  | 982       |
| Timul                    | 943       |
| Tanyá                    | 879       |
| San Pedro Chacabal       | 765       |
| Sacapuc                  | 765       |
| Mesatunich               | 600       |

## Atractivos turísticos y culturales
- En la cabecera municipal un templo dedicado a San Juan Bautista, construido en el siglo XVII.
- Una iglesia donde se venera a la Virgen de la Asunción que data de la época colonial (siglo XVII).
- La casa (Museo) donde nació Felipe Carrillo Puerto venerado líder socialista, prócer y mártir del proletariado yucateco, gobernador de Yucatán de 1922 a 1924.
- También se pueden apreciar en el municipio los cascos de las haciendas llamadas: Santa Teresa, Ukanhá, Xinteilá y Dzitox.

## Fiestas y tradiciones
Del 25 de enero al 3 de febrero se lleva a cabo la fiesta tradicional en honor de san Juan Bosco.
Del 8 al 16 de julio se lleva a cabo la fiesta tradicional en honor a la virgen del Carmen, la "Fiesta de julio" en Motul de Carrillo Puerto.
Como en muchos pueblos de Yucatán y de todo México, para las festividades de todos los santos y fieles difuntos, se acostumbra colocar un altar en el lugar principal de la casa, donde se ofrece a los difuntos la comida que más les gustaba y el tradicional Mucbil pollo, acompañado de atole de maíz nuevo, y chocolate batido con agua.
En las fiestas regionales los habitantes bailan las jaranas, haciendo competencias entre los participantes.

## Presidentes municipales recientes
- Germán Chale 1941-1942
- Ricardo Rivas 1943-1944
- Alejandro Dorantes 1945-1946
- Julio Espadas R. 1947-1949
- Mario H. Cuevas Solís 1950-1952
- Miguel A. Fernández 1953-1955
- Raúl Marrufo M. 1956-1958
- Alberto Serno Dzib 1959-1961
- Juan de la Rosa Briceño 1962-1964
- Roger Cetina Jiménez 1965-1967
- Ariel Montañez J. 1968-1970
- Samuel Herrera R. 1971-1973
- Herberto Aguilar Ortega 1974-1975
- Fernando Cuevas Palma 1976-1978
- Pablo Acosta y Helguera 1979-1981
- Roque Avilés Aguilar 1982-1984
- Leticia Avilés Arroyo de  1985-1987
- Mario Cuevas Lujano 1988-1990
- Roque J. Avilés Aguilar 1991-1993
- Juan Antonio Centeno y Sánchez 1994-1995
- Luis Emir Castillo 1995-1998
- Juan Antonio Centeno y Sánchez 1998-2001
- Carlos Filemón Kuk y Can 2001-2004
- Juan Antonio Centeno y Sánchez 2004-2007
- Celina Yolanda Montañez y Avilés 2007-2010
- Mario Sosa y Lugo 2010-2012
- José Julián Pech Aguilar 2012-2015
- Vicente Euán Andueza 2015-2018
- Roger Rafael Aguilar Arroyo 2018-2021
- Roger Rafael Aguilar Arroyo 2021-2024
- Lucio Alberto Estrella Canul 2024-2027